# Endoleak
Endoleak је perzistentan protok u aneurizmatsku vreću nakon еndovaskularna rekonstrukcija aneurizme abdominalne (trbušne) aorte (EVAR), koji kao komplikaciju može izazvati povećanje same aneurizme i, potencijalno, njenu rupturu.

## Osnovne postavke
Endovaskularna rekonstrukcija aneurizme trbužne aorte (EVAR) u odnosu na klasičnu, otvorenu rekonstrukciju predstavlja minimalno invazivnu ili minimalno traumatsku hiruršku proceduru za pacijenta.
Osnovna karakteristika endovaskularna rekonstrukcije je da se ekskluzijom aneurizme iz cirkulacije, to jest rekonstrukcijom aneurizme trbušne aorte (AAA) stent-graftom obustavi pritisak na aneurizmu, zaustavi njen rast i tako spreči njena moguća ruptura (pucanje). 
Zato je endovaskularna rekonstrukcija AAA  postala standard u rekonstrukciji aneurizme kod visokorizičnih pacijenata (npr pacijenta koji su, po ASA klasifikaciji,svrstani u grupe III i IV). 
I pored svakodnevnog tehničko-tehnološkog napretka u proizvodnji sve savremenijih stent-graftova, najvažnija specifična komplikacija procedure i dalje je endoleak, kod 10–20% pacijenata u postoperativnom toku.
Postoje pet tipa endoleaka, od kojih je endoleak tipa II najučestaliji i do 90% u odnosu na sve ostale tipove. Endoleak tipa II perzistentni je retrogradni protok u aneurizmatsku vreću iz bočnih grana same aneurizme (AMI, lumbalne arterije), koji može izazvati uvećanje same aneurizme, kao i njenu rupturu.

### Klasifikacija
Postoji nekoliko uzroka endoleaka koji se mogu se klasifikovati u pet tipova na sledeći način:

#### Tip I
tip I: curenje na mestu pričvršćivanja grafta
tip Ia: proksimalni oblik
tip Ib: distalni oblik
tip Ic: ilijačna okluzija

#### Tip II
tip II: punjenje vrećice aneurizme preko grane (najčešće)
tip IIa: jedan krvni sud
Itip Ib: dve krvna suda ili više

#### Tip III
tip III: curenje kroz defekt u graftu
tip IIIa: spojno razdvajanje modularnih komponenti
tip IIIb: prelomi ili rupe koje uključuju endograft

#### Tip IV
Curenje kroz tkivo grafta kao rezultat poroznosti grafta, često intraoperativno i povlači se prestankom uzimanja antikoagulansa

#### Tip V
Kontinuirano širenje vrećice aneurizme bez vidljivog curenja na snimanju (endotenzija)

## Epidemiologija
Endoleak se postoperativno javlja kod 10–20% operisanih pacijenata. Međutim u prospektivnoj studiji, kod 83 pacijenata, sa endoleakom tip I i tip II tokom prvih 6 meseci praćenja, stopa učestalosti bila je 20% a nakon 24 meseca ona se povećanala na 50%. Stopa spontane endoleaka u ovoj studiji bila je 24,4% nakon 12 meseci i 12,5% u dugoročnom perioda praćenja.
Primena pravilno izabrane strategija pri odabiru stent-grafta, npr uzimanje adekvatnih mera aneurizme trbušne aorte (AAA) na osnovu njenih morfoloških karakteristika, kao i tehničko-tehnološki napredak u proizvodnji stent-grafta (kvalitetniji materiali graftova i stentova i njihova konstrukcija) uticali su na to da su endoleak tip I, tip III i tip IV svedeni na minimum. 
Međutim i dalje je osnovni problem, koji nastaje kao komplikacija nakon endovaskularne rekonstrukcije aneurizme trbušne aorte endoleak tip II, perzistentni retrogradni protok u aneurizmatsku vreću iz grana same aorte (lumbalne arterije, donja mezenterične arterija), koji postoperativno može izazvati uvećanje aneurizme sa mogućom rupturom.

## Tipovi endoleaka
Postoji pet tipova endoleaka. Svaki od tipova ima drugačiji uzrok. Neki tipovi endoleaka postaju sve manje uobičajeni, kako se tehnologija stent-grafta unapređuje. I dok je endoleak tipa 2 najčešći, tipovi endoleaka 1 i 3 su najopasniji jer imaju najveći rizik od rupture.
Endoleak tipa 1
Endoleak tipa 1 se dešava kada stent-graft nije pravilno pričvršćen za zid pacijentove arterije. Krv curi oko vrha ili dna ugrađenog stent-grafta. Endoleak tipa 1 je ozbiljan oblik i obično je potrebno hitno lečenje, jer ima veći rizik od rupture u odnosu na druge tipove endoleaka.
Endoleak tipa 2
Endoleak tipa 2 najčešći je tip tip perzistentnog protok u aneurizmatsku vreću nakon еndovaskularna rekonstrukcija aneurizme abdominalne (trbušne) aorte aorte (EVAR) Oni su češći nakon EVAR-a nego nakon rekinstrujcije torakalne endovaskularne aneurizme (TEVAR). Ovaj oblik curenja se dešava kada krv teče u vreću aneurizme iz grana aorte ili drugih krvnih sudova tretiranih stentom.
Endoleak tipa 2 se često dijagnostikuje u roku od 30 dana od endovaskularne rekonstrukcije. Ali mogu se pojaviti i kao kasni endoleak. Oko 40% endoleka tipa 2 dijagnostikuje se nakon 30 dana. A 8% se dijagnostikuje više od godinu dana nakon procedure.
Endoleak tipa 2 je često bezopasan. Obično nestaju bez lečenja u roku od šest meseci. Ako ne nestane i vreća aneurizme ostane stabilna, lekar povremeno može da vrši povremeno nadgledanje aneurizme. Povremeno, tokom vremena, endoleak tipa 2 može izazvati promene u vrećici aneurizme. Ovo može dovesti do endoleaka tipa 1 ili tipa 3. Ovi oblici su mnogo ozbiljniji i zahtevaju lečenje. U ovim slučajevima možda će trebati lečenje ako veličina aneurizme poraste za preko 5 milimetara. Ako se ovi tipovi endoleaka ne leče može doći do rupture aneurizme.
Endoleak tipa 3
Endoleak tipa 3 se dešava kada se preklapajući delovi stent-grafta razdvoje. Kao i endoleak tipa 1, ruptura je zabrinjavajuća. Dakle, blagovremeno lečenje je važno. Zbog napretka u dizajnu uređaja, endoleak tipa 3  danas je manje uobičajena pojava.
Endoleak tipa 4
Endoleak tipa 4 se dešava kada krv teče kroz pore ugrađenog stent-grafta. Ovo je jedan od retkih uzroka komplikacija grafta.
Endoleak tipa 5
Endoleak tipa 5 naziva se „endotenzija”. Ovo se dešava kada je vreća aneurizme proširena iako testovi snimanja ne pokazuju znake endoleaka.

## Klinička slika
Kod endoleka koji dovodi do rupture aneurizme mogu biti prisutni  sledeće simptome rupture aneurizme:
- lepljiva, znojna koža.

- vrtoglavica.

- nesvestica.

- ubrzan rad srca.

- mučnina i povraćanje.

- kratak dah.

- iznenadni, jaki bol u stomaku, donjem delu leđa ili nogama.

- iznenadni oštar i trgajući bol u grudima ili leđima.

Obično, perzistentan protok u aneurizmatsku vreću nakon еndovaskularna rekonstrukcija aneurizme ne izaziva nikakve simptome koji se mogu uočiti. Kako se zbog otsustva simptoma endoleka može otkriti samo testovima snimanja na dan  procedure i/ili na naknadnim pregledima, neohodno je rutinsko praćenje aneurizme. 

## Dijagnoza
Endoleak se dijagnostikuje putem slikovnih testova. Ovi testovi se obavljaju tokom i nakon procedure reknstrukcije endovaskularne aneurizme. Obično se dijagnostikuju istog dana kada je obavljena procedure ili u roku od 30 dana. Ali mogu se pojaviti i u roku od 12 meseci ili čak kasnije. 
Testovi koji se koriste za dijagnozu endoleak tokom i nakon procedure uključuju:
- kompjuterizovana tomografija (CT).

- dopler ultrazvuk.

- angiografija.

Ovi testovi pokazuju da li je procedura bila uspešna i da li je stent-graft na mestu. Takođe pokazuju curenje oko stenta.
Navedene  testove snimanja trebalo bi ponavljati mesecima i godinama nakon procedure, a na osnovu preporuke zdravstvenih radnika, jer su oni od suštinskog značaja za pravovremeno otkrivanje bilo kakvog sekundarnog endoleaka, i pravovremeni tretman ako je on potreban.

## Literatura
- Valenti, David; Golzarian, Jafar (2006). „Endoleak: Definition, Diagnosis, and Management”. Vascular Embolotherapy. Medical Radiology. стр. 235—251. ISBN 3-540-21361-9. doi:10.1007/3-540-33256-1_19.

## Spoljašnje veze
- Endoleak - Last revised by Yuranga Weerakkody on 12 Jun 2023] (језик: енглески)

|  | Molimo Vas, obratite pažnju na važno upozorenje u vezi sa temama iz oblasti medicine (zdravlja). |